# روبرت مور (ضابط شرطة)
روبرت مور (بالألمانية: Robert Mohr)‏ هو ضابط شرطة ألماني، ولد في 5 أبريل 1897 في Bisterschied ‏ في ألمانيا، وتوفي في 5 فبراير 1977 في لودفيغسهافن في ألمانيا.